# DHL Aviation
DHL Aviation N. V./S. A. (ehemals DHL Worldwide Express) ist eine belgische Frachtfluggesellschaft mit Sitz in Zaventem und Basis auf dem Flughafen Leipzig/Halle. Sie ist eine hundertprozentige Tochtergesellschaft der Deutschen Post AG. DHL Aviation ist das größte Nur-Frachtflugunternehmen Europas und nach der Flottengröße das drittgrößte Luftfrachtunternehmen der Welt. DHL Aviation ist kein Luftfahrtunternehmen im Sinne der EU-Verordnung 1008/2008.

## Geschichte

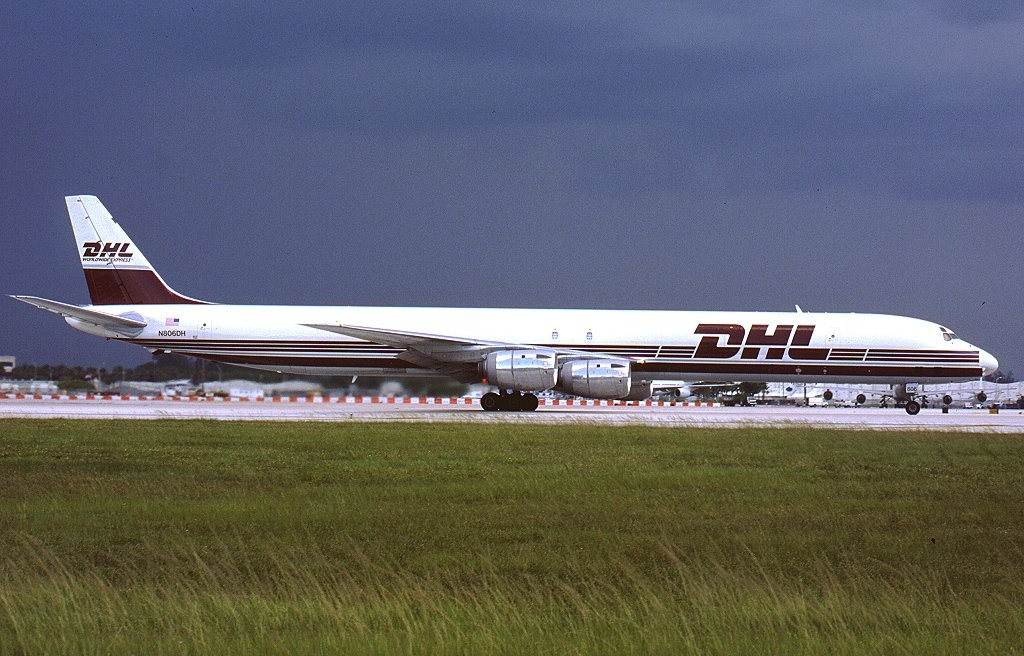
Douglas DC-8-73F der DHL Aviation im Jahr 2001

DHL Aviation entstand aus der ehemaligen DHL Operations B. V. nach der Verlagerung des europäischen Luftfrachtdrehkreuzes von Brüssel zum Flughafen Leipzig/Halle im Frühjahr 2008 und der damit verbundenen Gründung der European Air Transport Leipzig in Schkeuditz, fungierte zunächst aber nur als Wartungsfirma. Bis 2010 verblieb in Brüssel das Hauptquartier der European Air Transport, der größten europäischen Frachtfluggesellschaft der DHL, ebenso wie der Sitz der DHL Aviation. Im März 2010 wurden die Flugzeuge der EAT Brüssel an die Frachtfluggesellschaften Air Contractors und European Air Transport Leipzig übertragen. Die European Air Transport in Brüssel wurde aufgelöst und von der European Air Transport Leipzig GmbH aufgenommen.

## Beteiligungen

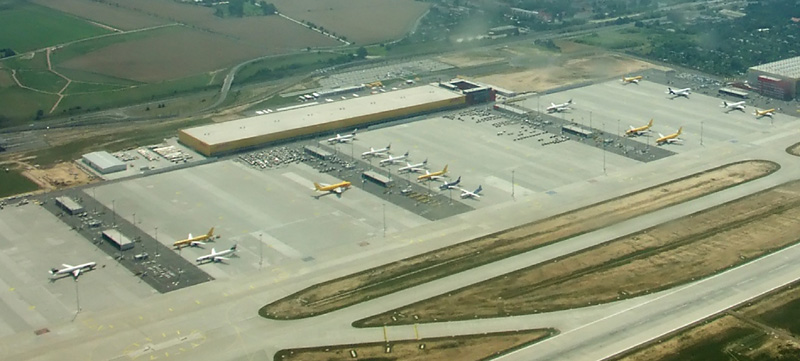
DHL Hub am Flughafen Leipzig/Halle

DHL Aviation ist keine Fluggesellschaft, sondern eine Dachorganisation für unterschiedliche Fluggesellschaften in vielen Teilen der Welt, die zum größten Teil ganz oder auch teilweise im Besitz der DHL bzw. der Deutschen Post sind. Dazu gehören:
- Europa
  - DHL Aviation (France) SAS, Charles-de-Gaulle, Frankreich
  - DHL Aviation (italienisch) S.r.l., Mailand, Italien
  - DHL Aviation (Netherlands) B.V., Amersfoort, Niederlande
  - DHL Aviation (UK) Limited, Hounslow, Großbritannien
  - DHL Aviation NV/SA, Zaventem, Belgien
- Amerika
  - DHL Aviation (Costa Rica) S.A., San José, Costa Rica
  - DHL Aviation Americas, Inc., Plantation, USA
- Asien
  - DHL Aviation (Hong Kong) Ltd., Hong Kong, Hongkong
  - DHL Aviation (Philippines), Inc., Makati City, Philippinen
  - DHL Aviation Services (Shanghai) Co., Ltd., Shanghai, China
  - DHL Aviation EEMEA B.S.C., Manama, Bahrain
- Afrika
  - DHL Aviation (Maroc) SA, Casablanca, Marokko
  - DHL Aviation (Nigeria) Ltd., Lagos, Nigeria
  - DHL Aviation (Pty) Limited, Johannesburg, Südafrika
  - DHL Aviation Kenya Ltd., Nairobi, Kenia

Die Deutsche Post unterhält acht Hauptluftfahrtgesellschaften, die Dienstleistungen weltweit anbieten und vollständig in Posteigentum sind:
- European Air Transport Leipzig GmbH, Schkeuditz, Deutschland, verantwortlich für den Hauptteil des europäischen Netzes
- DHL Air Austria, Wien, Österreich, verantwortlich für zusätzliche Dienstleistungen innerhalb Europas[5]
- DHL Air UK, Hounslow, Vereinigtes Königreich, verantwortlich für die nordamerikanischen und asiatischen Märkte
- DHL International, Muharraq, Bahrain, verantwortlich für den Nahostverkehr
- DHL Aero Expreso, Panama-Stadt, Panama, verantwortlich für Mittel- und Südamerika
- DHL de Guatemala, Guatemala-Stadt, Guatemala
- DHL Ecuador, Guayaquil, Ecuador
- DHL Aviation South Africa, Johannesburg, Südafrika[6]

DHL Aviation selbst besitzt eine Flotte von über 100 Flugzeugen unterschiedlicher Bauart, least aber auch, je nach Bedarf, Flugzeuge oder Frachtraum anderer Frachtunternehmen. Außerdem besitzt die Deutsche Post Anteile an den folgenden Luftfahrtgesellschaften, von denen einige auch unter der Marke DHL fliegen:
- Aerologic GmbH, Leipzig, Deutschland (50 %)
- Blue Dart Aviation Limited, Chennai, Indien (100 %)
- Polar Air Cargo Worldwide Inc., New York City, USA (49 %)
- Vensecar Internacional, Caracas, Venezuela (99,09 %)
- Tasman Cargo Airlines Pty. Ltd., Victoria, Australien (48,98 %)
- AHK Air Hong Kong Limited, Hongkong (40 %)

Die ehemalige US-amerikanische Frachtfluggesellschaft Astar Air Cargo hieß ab 1983 DHL Airways und trug deshalb auch den ICAO-Code DHL. Sie wurde 2003 von der Deutschen Post verkauft und erhielt danach ihren alten Namen zurück, flog aber lange Zeit fast ausschließlich für DHL. Nach Ablauf des Vertrages mit DHL am 1. Juni 2012 stellte Astar Air Cargo den Flugbetrieb ein. Die verbliebenen acht Douglas DC-8 wurden stillgelegt. Ebenso ist das US-Unternehmen ABX Air für DHL tätig. Beides waren beziehungsweise sind die größten Frachtfluggesellschaften der DHL, die sich aber nicht im Besitz der Deutschen Post befinden. In Indien fliegt die Frachtfluggesellschaft Blue Dart Aviation Limited, eine Tochtergesellschaft von Blue Dart Express Limited Mumbai eigenständig Frachtflüge. Blue Dart Aviation wiederum befindet sich im Teilbesitz der Deutschen Post.

## Flotte

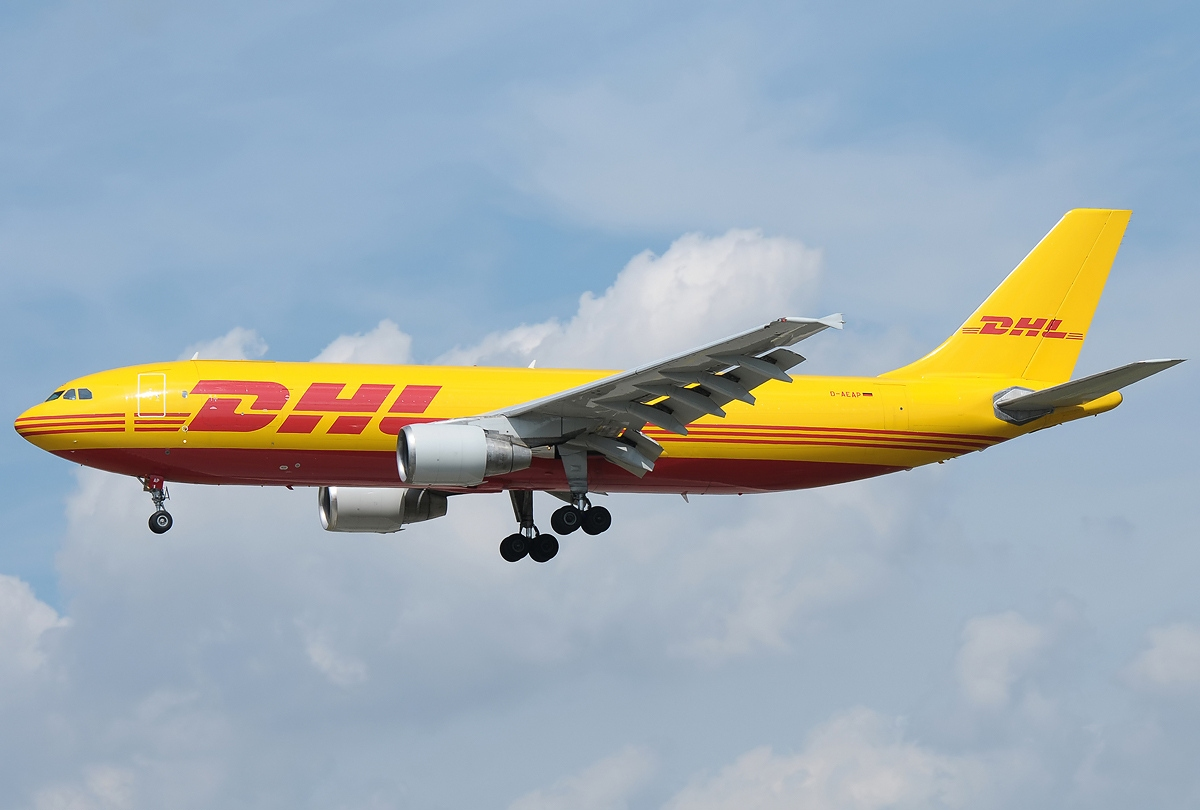
Airbus A300-600RF der EAT Leipzig

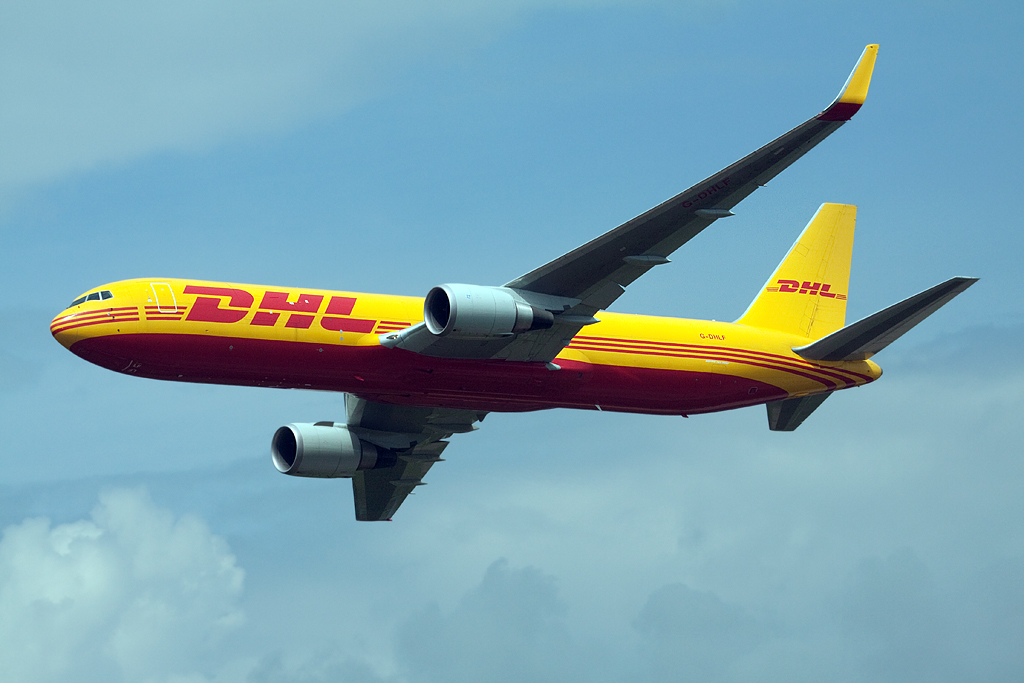
Boeing 767-300ERF der DHL Air UK

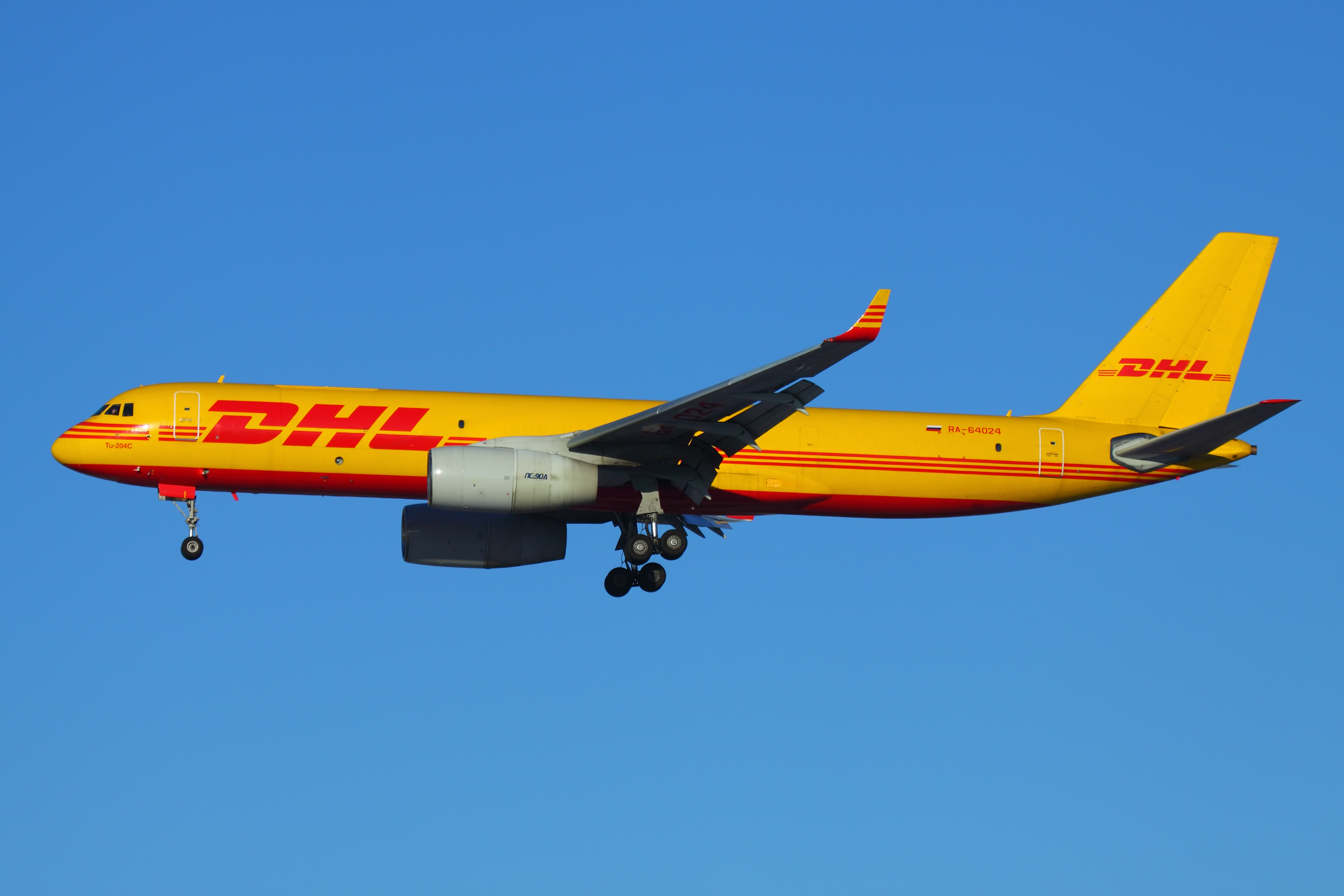
Tupolew Tu-204-100C der Aviastar-TU

Mit Stand Januar 2023 besteht die Flotte, welche ausschließlich für DHL Aviation fliegt, aus 213 Frachtflugzeugen:
| Flugzeugtyp           | Anzahl | Anzahl | Betreiber              | Kapazität (in t) |
| --------------------- | ------ | ------ | ---------------------- | ---------------- |
| Airbus A300F4-600     | 9      | 8      | Air Hong Kong          | 54               |
| Airbus A300F4-600     | 9      | 1      | EAT Leipzig            | 54               |
| Airbus A300B4-600(F)  | 27     | 1      | Air Hong Kong          | 54               |
| Airbus A300B4-600(F)  | 27     | 1      | Solinair               | 54               |
| Airbus A300B4-600(F)  | 27     | 4      | ASL Airlines Ireland   | 54               |
| Airbus A300B4-600(F)  | 27     | 21     | EAT Leipzig            | 54               |
| Airbus A321P2F        | 3      | 3      | SmartLynx Malta        | 27               |
| Airbus A330-200F      | 5      | 2      | Air Hong Kong          | 61               |
| Airbus A330-200F      | 5      | 3      | EAT Leipzig            | 61               |
| Airbus A330-300P2F    | 10     | 4      | Air Hong Kong          | 61               |
| Airbus A330-300P2F    | 10     | 2      | EAT Leipzig            | 61               |
| Airbus A330-300P2F    | 10     | 3      | ASL Airlines Ireland   | 61               |
| Airbus A330-300P2F    | 10     | 1      | DHL Aviation*          | 61               |
| ATR 42-300P2F         | 3      | 1      | DHL de Guatemala       | 5,5              |
| ATR 42-300P2F         | 3      | 1      | Vensecar Internacional | 5,5              |
| ATR 42-300P2F         | 3      | 1      | DHL Ecuador            | 5,5              |
| ATR 72-200P2F         | 3      | 1      | Solenta Aviation Gabon | 8                |
| ATR 72-200P2F         | 3      | 2      | Solenta Aviation       | 8                |
| Boeing 737-400SF      | 18     | 1      | Air Ghana              | 21               |
| Boeing 737-400SF      | 18     | 4      | Swiftair               | 21               |
| Boeing 737-400SF      | 18     | 1      | ASL Airlines Ireland   | 21               |
| Boeing 737-400SF      | 18     | 2      | DHL Aero Expreso       | 21               |
| Boeing 737-400SF      | 18     | 3      | Cargo Air              | 21               |
| Boeing 737-400SF      | 18     | 2      | Mesa Airlines          | 21               |
| Boeing 737-400SF      | 18     | 2      | iAero Airways          | 21               |
| Boeing 737-400SF      | 18     | 3      | Kalitta Charters II    | 21               |
| Boeing 737-800SF      | 16     | 3      | Swiftair               | 24               |
| Boeing 737-800SF      | 16     | 2      | DHL Aviation*          | 24               |
| Boeing 737-800SF      | 16     | 8      | iAero Airways          | 24               |
| Boeing 737-800SF      | 16     | 1      | Texel Air              | 24               |
| Boeing 737-800SF      | 16     | 2      | Kalitta Charters II    | 24               |
| Boeing 747-400SF      | 2      | 2      | Kalitta Air            | 128,5            |
| Boeing 747-8F         | 6      | 6      | Polar Air Cargo        | 132              |
| Boeing 757-200PCF     | 29     | 9      | EAT Leipzig            | 30,7             |
| Boeing 757-200PCF     | 29     | 3      | DHL Aero Expreso       | 30,7             |
| Boeing 757-200PCF     | 29     | 17     | DHL Air Austria        | 30,7             |
| Boeing 757-200SF      | 5      | 1      | EAT Leipzig            | 30,7             |
| Boeing 757-200SF      | 5      | 4      | DHL Air UK             | 30,7             |
| Boeing 757-200PF      | 1      | 1      | DHL Air Austria        | 39,7             |
| Boeing 767-200BDSF    | 12     | 2      | DHL International      | 44               |
| Boeing 767-200BDSF    | 12     | 3      | ABX Air                | 44               |
| Boeing 767-200BDSF    | 12     | 1      | 21 Air                 | 44               |
| Boeing 767-200BDSF    | 12     | 5      | Amerijet International | 44               |
| Boeing 767-200BDSF    | 12     | 1      | Sky Taxi               | 44               |
| Boeing 767-300ER BDSF | 29     | 7      | DHL International      | 53               |
| Boeing 767-300ER BDSF | 29     | 2      | Cargojet Airways       | 53               |
| Boeing 767-300ER BDSF | 29     | 4      | DHL Air UK             | 53               |
| Boeing 767-300ER BDSF | 29     | 5      | ABX Air                | 53               |
| Boeing 767-300ER BDSF | 29     | 5      | DHL Aviation*          | 53               |
| Boeing 767-300ER BDSF | 29     | 2      | Polar Air Cargo        | 53               |
| Boeing 767-300ER BDSF | 29     | 4      | Kalitta Air            | 53               |
| Boeing 767-300ER BCF  | 3      | 1      | DHL Air UK             | 53               |
| Boeing 767-300ER BCF  | 3      | 2      | DHL Aero Expreso       | 53               |
| Boeing 767-300F       | 6      | 3      | DHL Air UK             | 58               |
| Boeing 767-300F       | 6      | 2      | Polar Air Cargo        | 58               |
| Boeing 767-300F       | 6      | 1      | Tasman Cargo Airlines  | 58               |
| Boeing 777F           | 24     | 8      | AeroLogic              | 103              |
| Boeing 777F           | 24     | 3      | DHL Air UK             | 103              |
| Boeing 777F           | 24     | 6      | Polar Air Cargo        | 103              |
| Boeing 777F           | 24     | 5      | Kalitta Air            | 103              |
| Boeing 777F           | 24     | 2      | Singapore Airlines     | 103              |
| Gesamt                | 213    |        |                        | 11.105           |

* Flugzeuge sind bereits in Besitz von DHL Aviation, jedoch ohne betreibende Airline.
Des Weiteren greift DHL Aviation auf eine Vielzahl von Partnerunternehmen mit kleineren Flugzeugen zu, die Fracht von größeren Standorten zu kleinen Flughäfen transportieren. Dazu kommen noch Flugzeuge, die für einzelne Frachtflüge angemietet werden. Insgesamt kann die Deutsche Post zusammen mit ihren Partnerunternehmen auf eine Flotte von mehr als 350 Flugzeugen zugreifen (Stand 2007).
Außerdem leasen die meisten Airlines Flugzeuge von DHL an und fliegen mit diesen dann wiederum für DHL.

## Zwischenfälle
- Am 1. Juli 2002 kollidierte bei der Flugzeugkollision von Überlingen eine Boeing 757-200 mit einer Tupolew Tu-154M der Bashkirian Airlines. Es gab keine Überlebenden.
- Am 22. November 2003 wurde ein Airbus A300B4-203F auf European-Air-Transport-Flug OO-DLL beim Start in Bagdad von einer Flugabwehrrakete getroffen. Die Besatzung konnte eine sichere Notlandung einleiten.
- Am 7. April 2022 zerbrach bei einer Notlandung in Costa-Rica eine Boeing 757-200PF in zwei Teile. Die aus zwei Personen bestehende Besatzung überlebte die Notlandung unverletzt.[12]
- Am 25. November 2024 verunglückte ein durch die spanische Swiftair betriebenes DHL-Frachtflugzeug des Typs Boeing 737-400 mit dem Luftfahrzeugkennzeichen EC-MFE auf dem Weg von Leipzig zum Flughafen Vilnius (VNO) im Landeanflug. Die Maschine schlug 1,6 Kilometer vor der Landebahn an einem Wohngebiet auf. Von den vier Besatzungsmitgliedern starb eines am Unfallort.[13][14]